# Forchheim (Freystadt)
Forchheim ist ein Gemeindeteil der Stadt Freystadt im Landkreis Neumarkt in der Oberpfalz.

## Lage
Das Pfarrdorf Forchheim liegt zwischen Nürnberg und Regensburg, etwa 5 km von der A 9, Ausfahrt Hilpoltstein, direkt am Main-Donau-Kanal.

## Geschichte
Südlich des Ortes liegt ein bedeutendes Gräberfeld des 4./5. Jahrhunderts n. Chr., das 1987–94 archäologisch untersucht wurde.
In einer Urkunde von 1282 ist von Gütern des wolfsteinschen Hausklosters Seligenporten in Forchheim die Rede. Am 18. Februar 1292 verkaufte eine Chunradus de Geyrsriut dem Kloster Seligenporten einen Hof zu „Vorchaim“, wie in den Regesta Boica vermerkt ist. Weiter ist dort zu lesen, dass 1321 „Herman auf dem Pühel zu Vorcheim“ den „Burghof zu Vorcheim“ vom Kloster Rebdorf zu Lehen hat; dieses wiederum hatte ihn von Ulrich von Soltzpurch (= Sulzbürg) erhalten. 1326 brachte der Chorherr Konrad von Sulzbürg unter anderem einen Hof zu Forchheim in das Kloster Rebdorf ein. Als 1369 mit einem Vertrag eine Gütertrennung unter den Wolfsteinern besiegelt wurde, waren Güter zu Forchheim der wolfsteinschen Burg Obersulzbürg zugeordnet, nämlich zwei 1⁄16-Höfe, wie ein Verzeichnis von 1740 abführt. Der größte Teil des Dorfes, 27 Höfe und das gemeindliche Hirtenhaus, unterstanden der wolfsteinschen Herrschaft Pyrbaum. Bis zur Reformation war das Stadtrichteramt Freystadt auch für Forchheim zuständig; so mussten die Forchheimer ihre Abgaben auf die dortigen Wochenmärkte bringen. 1540 führte das kurpfälzische Schultheißenamt Neumarkt die Reformation in Forchheim ein; ab 1580 war es eine kalvinische Pfarrei. 1625 brachte die Gegenreformation die Wiedereinführung des katholischen Glaubens und die „Ausschaffung“ des lutherischen Schullehrers. Forchheim wurde eine Filiale der Pfarrei Freystadt, erlangte aber 1670 wieder die Selbständigkeit und wurde 1702 wiederbesetzt. Im Dreißigjährigen Krieg brannte 1632 das halbe Dorf samt Pfarr- und Schulhaus weg; das Pfarrhaus wurde 1723 durch den Obermässinger Maurermeister J. B. Camesino neu erbaut. Das Schul- und Mesnerhaus wurde von der Gemeinde 1766 und nochmals 1834 sowie 1890 neu errichtet.
Am Ende des Alten Reiches, um 1800 bestand Forchheim aus 59 Anwesen, die hochgerichtlich dem Schultheißenamt Neumarkt unterstanden, niedergerichtlich ihren jeweiligen Grundherrschaften, und dies waren neun an der Zahl: Die größte Grundherrschaft war die kurfürstliche Kabinettsherrschaft Pyrbaum (die Wolfsteiner waren 1740 ausgestorben und ihr Besitz als heimgefallenes Lehen an den bayerischen Kurfürst gelangt) mit 27 Anwesen. Der Oberen Hofmark Berngau gehörten 13 Anwesen, eines davon wurde für das Almosenamt Neumarkt verwaltet. Das kurfürstliche Klosterrichteramt Seligenporten hatte sieben Hintersassen, das Klosterrichteramt Plankstetten drei. Das Probstamt Berching, die Reichsstadt Nürnberg (Pflegamt Altdorf) sowie die kurfürstliche Kabinettsherrschaft Sulzbürg besaßen je zwei Untertanen-Anwesen. Jeweils ein Anwesen gehörte dem Pflegamt Hilpoltstein und dem fürstbischöflich-eichstättischen Kastenamt Jettenhofen. Der Gemeinde gehörte Das Hirtenhaus.
Im neuen Königreich Bayern (1806) wurde Forchheim 1808 ein Steuerdistrikt im Landgericht und Rentamt Neumarkt, dem noch Sulzkirchen angehörte. Ohne Sulzkirchen wurde 1811 die Ruralgemeinde Forchheim gebildet, die mit dem Gemeindeedikt von 1818 so belassen wurde. 1827 wurde sie von diesem Landgericht abgetrennt und dem Landgericht Beilngries zugeteilt. Dieses kam 1838 vom Regenkreis in den bisherigen Rezatkreis, der in Mittelfranken umbenannt wurde. 1875 bestand der Ort aus 159 Gebäuden, davon 76 Wohngebäuden. Der bäuerliche Dorfcharakter wird auch aus dem Viehbestand deutlich: 1875 waren dies 30 Pferde, 385 Stück Rindvieh, 475 Schafe, 153 Schweine und vier Ziegen. 25 Jahre später zählte man offiziell 17 Pferde, 457 Stück Rindvieh, 171 Schafe, 340 Schweine, sechs Ziegen. Die starke Zunahme der Schweinehaltung bei gleichzeitigem Rückgang der Schafhaltung ist für diesen Zeitraum auch in vielen anderen bayerischen Gemeinden zu beobachten.
Nach dem Zweiten Weltkrieg hatte Forchheim etwa 418 Einwohner, die überwiegend Bauern waren. Andere arbeiteten als Handwerker und Gewerbetreibende.
Etwa 500 m vom Ortskern entfernt liegt ein Lager. Die Baracken wurden vor dem Zweiten Weltkrieg von der Rhein-Main-Donau AG zur Unterbringung der Arbeiter für den Kanalbau in dieser Gegend erbaut. Während des Krieges diente es als Wehrertüchtigungslager. Nach dem Krieg wurde es Gefangenenlager und später ein Altersheim, das bis 1953 bestand. Am 24. Dezember 1953 kamen die ersten Ostzonenflüchtlinge an. Als Flüchtlingsdurchgangslager diente es bis 1956.
Als im Zuge der Gebietsreform in Bayern der Landkreis Beilngries aufgelöst wurde, kam Forchheim zum Landkreis Neumarkt. Am 1. Juli 1972 wurde die bis dahin selbständige Gemeinde nach Freystadt eingemeindet.

### Einwohnerzahlen
- 1830: 340 (68 Anwesen)[17]
- 1861: 392 (69 Gebäude, 1 Kirche, Schule)[18]
- 1871: 386 (383 Katholiken, drei Protestanten)[19]
- 1900: 372 (78 Wohngebäude)[20]
- 1937: 398 (nur Katholiken)[21]
- 1950: 596 (82 Anwesen)[22]
- 1987: 509 (127 Wohngebäude, 157 Wohnungen)[23]

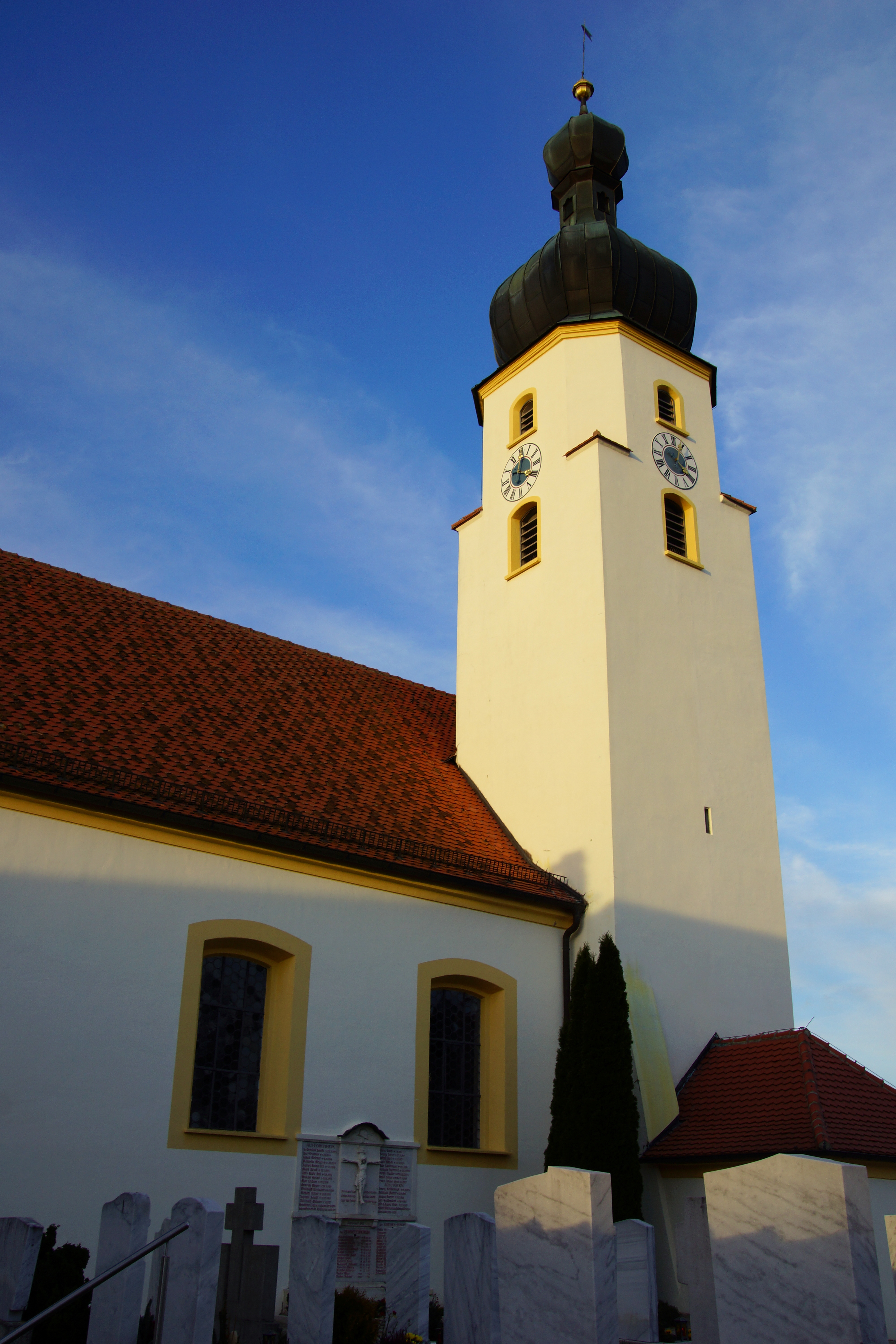
St. Ägidius

- 31. Dezember 2016: 727[24]

## Pfarrkirche St. Ägidius
1448 soll die Kirche dem hl. Maternus als Patron haben, 1480 wird der heutige Patron, der hl. Ägidius erwähnt. Die Kirche ist ein Neubau von 1721/24; sie wurde am 24. Juni 1724 konsekriert, nach einer Vergrößerung nochmals am 31. Mai 1767. 1904 erfolgte eine Verlängerung, so dass das Schiff seitdem die Maße 24 × 10 m hat. 1907 kam eine Orgel von Edenhofer in Deggendorf in die Kirche. Die Lourdesgrotte in der Totenkapelle stammt von 1892. Im Turm mit seiner Kuppel hingen 1937 drei Glocken, von 1450, 1750 und 1874.

## Vereine
- Obst- und Gartenbauverein
- Fischerverein Forchheim/Obermässing
- Soldaten- und Kriegerverein
- Freiwillige Feuerwehr
- FC Forchheim